# Nodake Hiroya
Hiroya Nodake (sinh ngày 3 tháng 12 năm 2000) là một cầu thủ bóng đá người Nhật Bản.

## Sự nghiệp câu lạc bộ
Hiroya Nodake đã từng chơi cho Kagoshima United FC.